# Велика жупа Хум
Велика жупа Хум (хорв. Velika župa Hum) — адміністративно-територіальна одиниця Незалежної Держави Хорватії на території Боснії і Герцеговини. Існувала з 5 серпня 1941 до 1945. Адміністративним центром був Мостар. Назва пов'язана з історичною областю Захумле. 
Цивільною адміністрацією у великій жупі керував великий жупан, якого призначав поглавник (вождь) Анте Павелич. Поділялася на райони, яким режим усташів дав назву «котарські області» (хорв. kotarske oblasti). Котарські області називалися так, як і їхні адміністративні центри. Велика жупа Хум складалася з таких котарських областей: 
- Коніц
- Любушки
- Меткович
- Мостар
- Невесинє
- Посуш'є (до 1 вересня 1941 р. називалася «котарська іспостава» (хорв. kotarska ispostava))

Крім того, в окрему адміністративну одиницю було виділено місто Мостар.
З 5 липня 1944 до великої жупи Хум відійшли від великої жупи Дубрава такі котарські області: 
- Чапліна
- Гацько
- Столаць

та райони, які раніше належали до розформованої великої жупи Плива-Рама:
- Ливно
- Дувно (перед тим Томиславград)
- Прозор

і місто Ливно як окрема одиниця.
Через воєнні дії та присутність ворожих сил адміністративний центр із 13 березня 1945 року було перенесено з Мостара в Сараєво.
З воєнних причин 20 травня 1944 року у великій жупі було оголошено надзвичайний стан, тому цивільну владу замінила військова. Цивільне керівництво перейшло до командира військ берегової ділянки річки Неретва. 28 березня 1945 року для цивільних справ за обставин надзвичайного стану було запроваджено посаду підпорядкованого цьому командирові керівника цивільної адміністрації.